# Ascaris megalocephala
Il verme dei cavalli (Ascaris megalocehala) è un verme della famiglia degli Ascaridi (Fasmidiari Nematodi).
Parassita i cavalli.
È molto importante in genetica a causa del suo basso numero di cromosomi.